# 105 км (зупинний пункт, Придніпровська залізниця)
105 км — залізничний колійний пост Криворізької дирекції Придніпровської залізниці на лінії Апостолове — Запоріжжя II між станціями Нікополь (7 км) та Марганець (13 км). Розташований між селами Придніпровське та Мусіївка Нікопольського району Дніпропетровської області. 

## Пасажирське сполучення
На платформі зупиняються приміські електропоїзди сполученням Нікополь — Запоріжжя.
З березня 2023 року тимчасово призупинено рух залізничного транспорту на дільниці Нікополь — Марганець через ворожих обстрілів та пошкодження залізничної інфраструктури